# زاحفة الزرافة
زاحفة الزرافة (الاسم العلمي: †Zarafasaura) هي جنس منقرض من العظايا المفلطحة. عاشت في فترة الطباشيري المتأخر للمغرب.

## الوصف
تعرف زاحفة الزرافة من النموذج المجسم OCP-DEK / GE 315 غير مكتملة الجمجمة والفك السفلي ومن OCP-DEK / GE 456 الفك السفلي الكامل. تم جمع هذا النموذج من منطقة سيدي ضاوي من مستوى CIII العلوي من العصر الطباشيري المتأخر (أحدث مرحلة من الماسترخي) فوسفات المغرب.

## اشتقاق الاسم
تم تسمية زاحفة الزرافة لأول مرة من قبل بيجي فينسنت وناتالي بارديت وكزافيه بيريدا سوبربيولا وبعادي بويا ومبارك أماغزاز وسعيد مصلوح في عام 2011 عبر النوع زاحفة الزرافة المحيطية Zarafasaura oceanis. ويشتق الاسم العام من كلمة «زرافة» العربية zarafa التي تشير إلى الاسم الذي يطلقه السكان المحليون على البلصور الموجود في الفوسفات) و saurus ، باليونانية أي «الزاحفة» أو «العظاءة» أو «السحلية». نعت النوع الخاص مشتق من oceanis باللاتينية ل«ابنة البحر».